# کارولینا مندس
کارولینا مندس (انگلیسی: Carolina Mendes؛ زادهٔ ۲۷ نوامبر ۱۹۸۷) بازیکن فوتبال اهل پرتغال است.
از باشگاه‌هایی که در آن بازی کرده‌است می‌توان به دیوری گردن اشاره کرد.
وی همچنین در تیم ملی فوتبال زنان پرتغال بازی کرده‌است.